# Circo de Cotatuero
Circo de Cotatuero är en kitteldal i Spanien.   Den ligger i provinsen Provincia de Huesca och regionen Aragonien, i den nordöstra delen av landet, 400 km nordost om huvudstaden Madrid. Circo de Cotatuero ligger 2 063 meter över havet.
Terrängen runt Circo de Cotatuero är bergig åt nordväst, men åt sydost är den kuperad.  Trakten runt Circo de Cotatuero är nära nog obefolkad, med mindre än två invånare per kvadratkilometer. Närmaste större samhälle är Broto, 9,1 km sydväst om Circo de Cotatuero. Trakten runt Circo de Cotatuero består i huvudsak av gräsmarker.